# لیز گاربوس
الیزابت فریا گاربوس (زاده ۱۱ آوریل 1970) کارگردان و تهیه‌کننده فیلم مستند آمریکایی است. مستندهای قابل توجهی که گاربوس ساخته‌است عبارتند از  مزرعه: آنگولا، ایالات متحده آمریکا ، ارواح ابوقریب ، بابی فیشر در برابر جهان ، عشق، مرلین ، چه اتفاقی افتاد، خانم سیمون؟ , و تبدیل شدن به کوستو . او یکی از بنیانگذاران و یکی از کارگردانان شرکت تولید فیلم مستند استوری سندیکیت واقع در شهر نیویورک است.
گاربوس در شهر نیویورک بزرگ شد. او دختر مارتین گاربوس، وکیل حقوق مدنی و روث میتین گاربوس، نویسنده، درمانگر و مددکار اجتماعی است. خانواده او یهودی هستند. در سال ۱۹۹۲، گاربوس با مدرک لیسانس در رشته تاریخ و نشانه‌شناسی از دانشگاه براون فارغ‌التحصیل شد.